# پایگاه هوایی اوختیرکا
پایگاه هوایی اوختیرکا (به انگلیسی: Okhtyrka (air base)) یک فرودگاه نظامی است که یک باند فرود بتن دارد و طول باند آن ۲۰۰۰ متر است. این فرودگاه در شهر اوختیرکا کشور اوکراین قرار دارد و در ارتفاع ۱۴۹ متری از سطح دریا واقع شده‌است.